# Dem Franchise Boyz
Dem Franchise Boyz – amerykańska grupa hip-hopowa.

## Dyskografia
- 2004: Dem Franchize Boyz
- 2006: On Top of Our Game
- 2008: Our World, Our Way